# 纪念碑

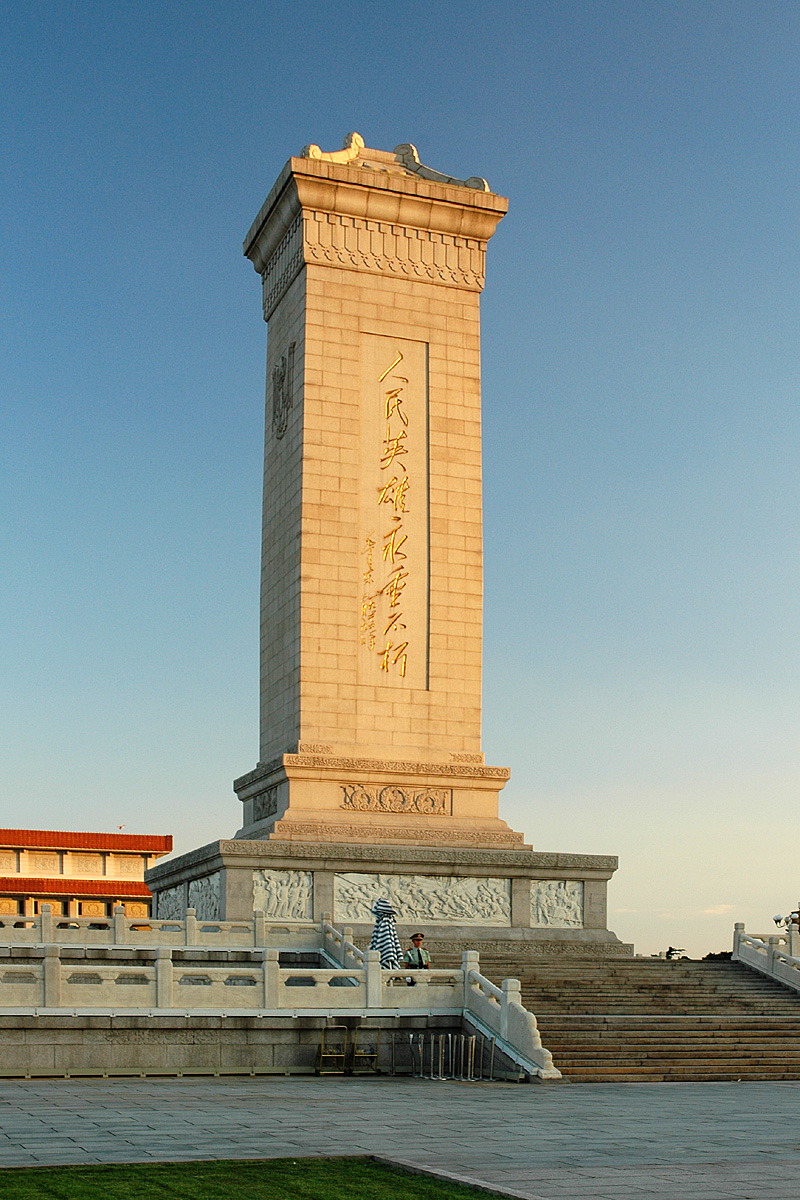
北京人民英雄紀念碑

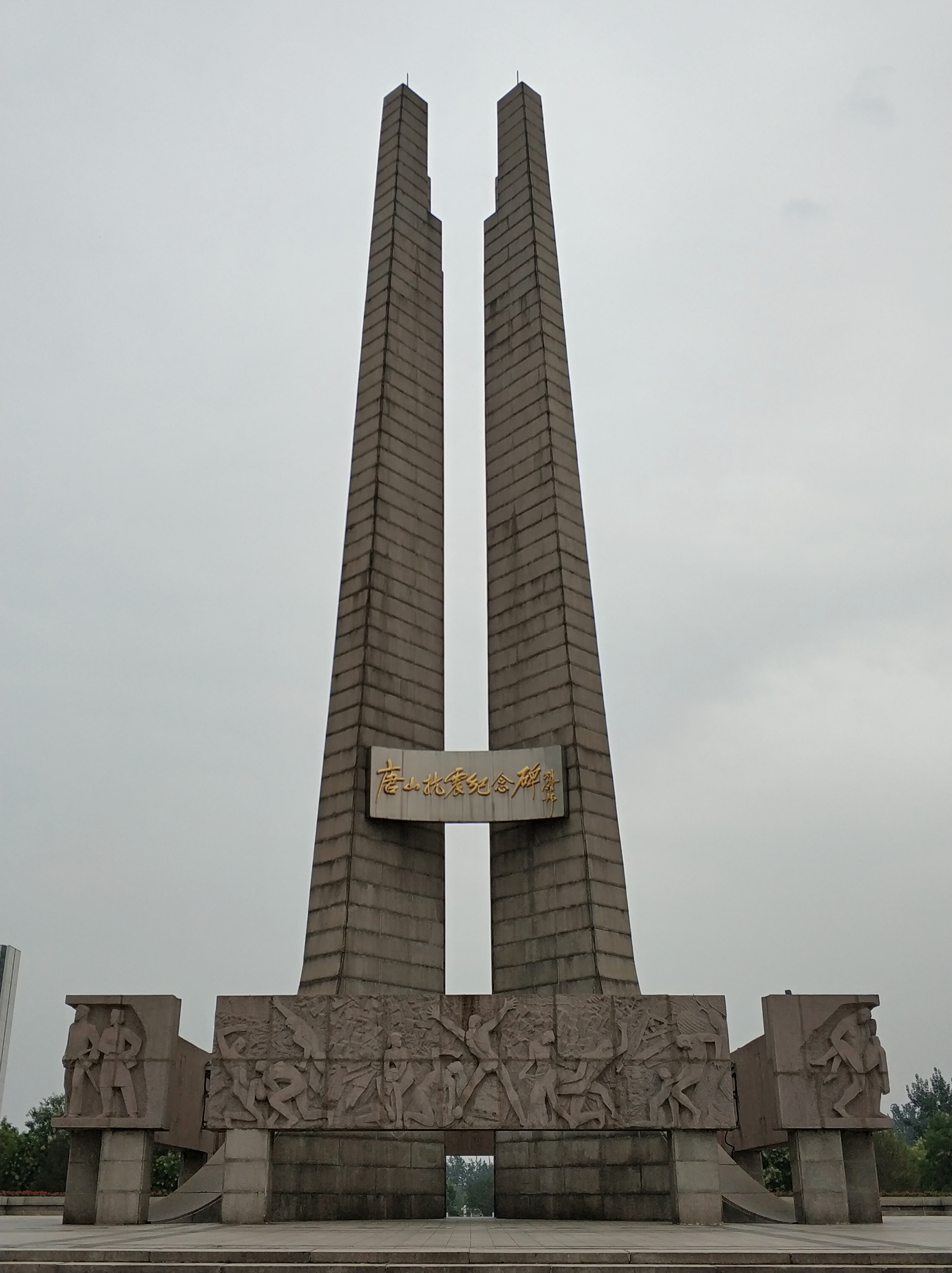
唐山抗震纪念碑

紀念碑是一種紀念性建築物，用以紀念特定的人物或事件。

## 历史

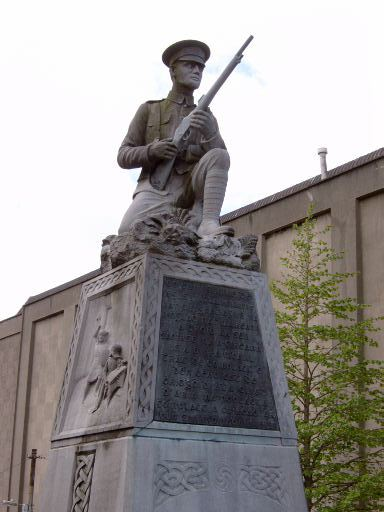
位于都柏林菲博斯波洛（Phibsboro）的一座爱尔兰独立战争纪念碑

纪念碑在历史上常被视为一种表现集体记忆的建筑形式。中世纪和文艺复兴时期，优秀的建筑往往集中在特定地区，通过纪念碑、雕像和喷泉以装饰社区。这些建筑不仅是历史记忆的象征，也成为城市荣耀与自豪的体现。

## 特徵
- 通常以直立的柱状或塔状结构为主。
- 常刻有紀念性的文字或圖案。
- 通常設置於廣場或空曠地。

## 著名紀念碑
- 香港和平紀念碑
- 倫敦和平紀念碑
- 北京天安門廣場人民英雄紀念碑
- 唐山唐山抗震纪念碑
- 台北二二八和平紀念公園紀念碑
- 華盛頓特區華盛頓紀念碑